# Oledo
Oledo is een plaats (freguesia) in de Portugese gemeente Idanha-a-Nova en telt 485 inwoners (2001).